# ESPN Winter X-Games Snowboarding
ESPN Winter X-Games Snowboarding est un jeu vidéo de snowboard développé par KCEO et édité par Konami, sorti en 2000 sur PlayStation 2.
Il a pour suite ESPN Winter X-Games Snowboarding 2.

## Accueil
- Jeuxvideo.com : 16/20[1]